# Los Angeles Rams 1993
La stagione 1993 dei Los Angeles Rams è stata la 56ª della franchigia nella National Football League e la 48ª a Los Angeles Con un record di 5-11 la squadra chiuse all'ultimo posto della division, mancando i playoff per il quarto anno consecutivo.

## Scelte nel Draft 1993
| Scelte dei Rams nel Draft 1993 |        |                 |                |                  |
| Giro                           | Scelta | Giocatore       | Ruolo          | College          |
| 1                              | 10     | Jerome Bettis † | Running back   | Notre Dame       |
| 2                              | 39     | Troy Drayton    | Tight end      | Penn State       |
| 3                              | 73     | Russell White   | Running back   | California       |
| 5                              | 122    | Sean LaChapelle | Wide receiver  | UCLA             |
| 5                              | 127    | Chuck Belin     | Guard          | Wisconsin        |
| 6                              | 149    | Deral Boykin    | Defensive back | Louisville       |
| 7                              | 179    | Brad Fichtel    | Center         | Eastern Illinois |
| 8                              | 206    | Jeff Buffaloe   | Punter         | Memphis          |
| 8                              | 209    | Maa Tanuvasa    | Defensive end  | Hawaii           |
| † Pro Football Hall of Fame    |        |                 |                |                  |

## Roster
| Roster dei Los Angeles Rams nel 1993 |
| --- |
| Quarterback - 11 Jim Everett - 14 Mike Pagel Running Back - 36 Jerome Bettis - 34 Tim Lester FB Wide Receiver - 83 Flipper Anderson - 89 Richard Buchanan - 80 Henry Ellard - 81 Todd Kinchen - 45 Sean LaChapelle Tight End - 88 Pat Carter - 84 Troy Drayton Offensive Linemen - 61 Bern Brostek G - 66 Tom Newberry C - 69 Jeff Pahukoa G/T - 78 Jackie Slater T Defensive Linemen - 96 Marc Boutte DT - 90 Sean Gilbert DT - 97 Gerald Robinson DE - 92 David Rocker DT - 91 Tony Woods DE - 76 Robert Young DE Linebacker - 95 Jeff Brady MLB - 56 Shane Conlan MLB - 58 Roman Phifer OLB Defensive Back - 28 Robert Bailey CB - 20 Darryl Henley CB - 31 Steve Israel - 41 Todd Lyght CB - 26 Anthony Newman FS/SS - 23 Michael Stewart SS - 37 Pat Terrell FS Special Team - 17 Don Bracken P - 10 Tony Zendejas K |
| Legenda - I rookie sono in corsivo. - Il primo ruolo è il principale mentre gli eventuali successivi indicano i ruoli secondari. - (IR) sta per Injured Reserve ed indica la lista ristretta per un solo giocatore infortunato che può tornare ad allenarsi dopo la settimana 6 e a rientrare in prima squadra dopo che questa ha giocato 8 partite. - (NF-Inj.) / (NF-Ill.) stanno rispettivamente per Non-Football Injured e Non-Football Illness ed indicano le liste dove viene inserito un giocatore che ha un infortunio o una malattia non dipendente dal football americano. - (PUP) sta per Physically Unable to Perform ed indica la lista dove viene inserito un giocatore mentre è in attesa di recuperare la condizione fisica. Nella stagione regolare dopo la sesta partita giocata dalla propria squadra, il giocatore ha tempo tre settimane per riprendere ad allenarsi, più tre settimane aggiuntive dal suo rientro agli allenamenti per rientrare in prima squadra. |

Fonte:

## Calendario
| Stagione regolare |                    |                    |                     |                    |                    |                    |                    |                          |
| Turno             | Avversario         | Punteggio          | Miglior passatore   | Miglior corridore  | Miglior ricevitore | Pubblico           | Record             | Stadium                  |
| 1                 | @ Packers          | 36–6               | Favre (264 yds)     | Stephens (75 yds)  | Sharpe (120 yds)   | 54,648             | 0–1                | Milwaukee County Stadium |
| 2                 | Steelers           | 27–0               | Everett (287 yds)   | Bettis (76 yds)    | Ellard (127 yds)   | 50,588             | 1–1                | Anaheim Stadium          |
| 3                 | @ Giants           | 20–10              | Simms (217 yds)     | Hampton (134 yds)  | Sherrard (65 yds)  | 76,213             | 1–2                | Giants Stadium           |
| 4                 | @ Oilers           | 28–13              | Everett (316 yds)   | White (74 yds)     | Ellard (132 yds)   | 53,072             | 2–2                | Houston Astrodome        |
| 5                 | Saints             | 37–6               | Wilson (205 yds)    | Bettis (102 yds)   | Early (64 yds)     | 50,709             | 2–3                | Anaheim Stadium          |
| 6                 | Settimana di pausa | Settimana di pausa | Settimana di pausa  | Settimana di pausa | Settimana di pausa | Settimana di pausa | Settimana di pausa | Settimana di pausa       |
| 7                 | @ Falcons          | 30–24              | Everett (294 yds)   | Pegram (87 yds)    | Anderson (95 yds)  | 45,231             | 2–4                | Georgia Dome             |
| 8                 | Lions              | 16–13              | Peete (249 yds)     | Bettis (113 yds)   | Moore (120 yds)    | 43,850             | 2–5                | Anaheim Stadium          |
| 9                 | @ 49ers            | 40–17              | Young (245 yds)     | Bettis (72 yds)    | Taylor (90 yds)    | 63,417             | 2–6                | Candlestick Park         |
| 10                | Settimana di pausa | Settimana di pausa | Settimana di pausa  | Settimana di pausa | Settimana di pausa | Settimana di pausa | Settimana di pausa | Settimana di pausa       |
| 11                | Falcons            | 13–0               | Everett (203 yds)   | Pegram (128 yds)   | Rison (120 yds)    | 37,073             | 2–7                | Anaheim Stadium          |
| 12                | Redskins           | 10–6               | Gannon (170 yds)    | Brooks (87 yds)    | Sanders (57 yds)   | 45,546             | 3–7                | Anaheim Stadium          |
| 13                | 49ers              | 35–10              | Young (462 yds)     | Bettis (133 yds)   | Rice (166 yds)     | 62,143             | 3–8                | Anaheim Stadium          |
| 14                | @ Cardinals        | 38–10              | Beuerlein (250 yds) | Moore (126 yds)    | Clark (159 yds)    | 33,964             | 3–9                | Sun Devil Stadium        |
| 15                | @ Saints           | 23–20              | Wilson (267 yds)    | Bettis (212 yds)   | Martin (97 yds)    | 69,033             | 4–9                | Louisiana Superdome      |
| 16                | @ Bengals          | 15–3               | Klingler (223 yds)  | Bettis (124 yds)   | McGee (90 yds)     | 36,612             | 4–10               | Riverfront Stadium       |
| 17                | Browns             | 42–14              | Rubley (294 yds)    | Metcalf (56 yds)   | Ellard (114 yds)   | 34,155             | 4–11               | Anaheim Stadium          |
| 18                | Bears              | 20–6               | Rubley (213 yds)    | Bettis (146 yds)   | Bettis (71 yds)    | 39,147             | 5–11               | Anaheim Stadium          |

## Classifiche
| NFC West                |    |    |   |      |     |     |     |
|                         | V  | S  | P | %    | PF  | PS  | STR |
| (2) San Francisco 49ers | 10 | 6  | 0 | .625 | 473 | 295 | S2  |
| New Orleans Saints      | 8  | 8  | 0 | .500 | 317 | 343 | V1  |
| Atlanta Falcons         | 6  | 10 | 0 | .375 | 316 | 385 | S3  |
| Los Angeles Rams        | 5  | 11 | 0 | .313 | 221 | 367 | V1  |

## Premi
- Jerome Bettis:

rookie offensivo dell'anno